# Christian Kalkar
Christian Andreas Hermann Kalkar (født 27. november 1803 i Stockholm, død 2. februar 1886 i København) var en dansk teolog. Han var far til Otto Kalkar.
Kalkars fader var rabbiner ved synagogen. I 1819 blev den unge mand student. En religiøs gæring bragte ham til at søge vejledning hos J.P. Mynster, som dengang var kapellan ved Frue Kirke, og af ham blev han døbt 1823. I 1826 blev han cand. theol., 1827 adjunkt og 1834 overlærer i Odense. I 1833 blev han dr. phil. i Kiel for en afhandling om Deboras sang, 1836 dr. theol. i København for en afhandling om Klagesangene i det Gamle Testamente. Under sin virksomhed i Odense udgav han blandt andet en fortolkning til Mosebøgerne og Josua Bog (Exegetisk Haandbog til det gamle Testamente I—II, 1836—38), samt populære Forelæsninger over den bibelske Historie (I—II 1837—39; tysk oversættelse 1839) og Forelæsninger over den apostolske Kirkes Historie (1840). 1832—35 var han medudgiver af Christelig Kirketidende. For Fyns Stifts litterære Selskab udgav han Stemmer fra den danske Kirkes Reformationstid (1836) og var medudgiver af Aktstykker til Oplysning især af Danmarks indre Forhold i ældre Tid (1841). I 1842 foretog han en rejse til udenlandske arkiver for at samle bidrag til Danmarks historie. I 1843 blev han sognepræst i Gladsaxe og Herløv. I 1845 udgav han et bind Aktstykker, henhørende til Danmarks Historie i Reformationstiden; de øvrige dokumenter, han havde samlet på sin rejse, mistede han ved præstegårdens brand 1849. Sammen med biskop Tage Müller og præsten Lauritz Christian Ditlev Westengaard udgav han en Opbyggelsesbog for Christne (1844, 2. oplag 1855), der indeholdt et udvalg af samtidige og ældre danske forfatteres opbyggelige skrifter. Sammen med professor Christen Hermansen, pastor Frederik Helveg og cand. theol. Carsten Levinsen udgav han en ny oversættelse af hele Bibelen med indledninger, anmærkninger og billeder, den såkaldte Pragtbibel (1847). Senere deltog han sammen med professor Hermansen og stiftsprovst Rothe i den revision af det Gamle Testamentes oversættelse, som blev autoriseret 1871. Efter 25 års virksomhed i Gladsaxe søgte Kalkar sin afsked som præst og flyttede til København (1868), hvor han vedblev at virke med rastløs flid, særlig for missionens fremme. 1860—73 var han formand for Dansk Missionsselskab, som under hans ledelse fik betydelig fremgang; først nu begyndte selskabet en selvstændig mission (blandt tamulerne i Indien). 1869—76 udgav Kalkar Dansk Missions-Blad, 1870: Den danske Mission i Ostindien i de seneste Aar. En Samling af Breve, 1871: Det danske Missionsselskabs Historie i de første fyrretyve Aar. Under titlen Livsbilleder af Guds Riges Historie (I—IV 1856—85) udgav han en mængde populære kirke- og missionshistoriske biografier. Større værdi har hans egentlige missionshistoriske skrifter: Den evangeliske Missions Historie (1857), Den katolske Missions Historie (1862); disse to skrifter sammenarbejdede han senere til Den christelige Mission blandt Hedningerne (I—II 1879), som er hans hovedværk. Dertil kom i hans sidste år Israel og Kirken (1881) og Kirkens Virksomhed blandt Muhammedanerne indtil Konstantinopels Erobring af Tyrkerne (1884). Disse skrifter var for deres tid meget fortjenstfulde. Foruden alt dette kunde Kalkar med sin utrættelige arbejdskraft overkomme at være formand for Sømandsmissionen (1867—80) og censor ved teologisk embedseksamen (1871—86). 1871—80 udgav han Theologisk Tidsskrift, hvori han skrev en mængde artikler og anmeldelser. I teologisk henseende var Kalkar en konservativ skriftteolog, påvirket af sin ungdoms lærer J.P. Mynster; men på grund af sit milde og lyse sind var han mere forstående overfor anderledestænkende kristne. Han deltog i de skandinaviske kirkemøder og var en ven af den evangeliske alliance, hvis møde i København 1884 blev ledet af den 81-årige olding.